# 奉神礼

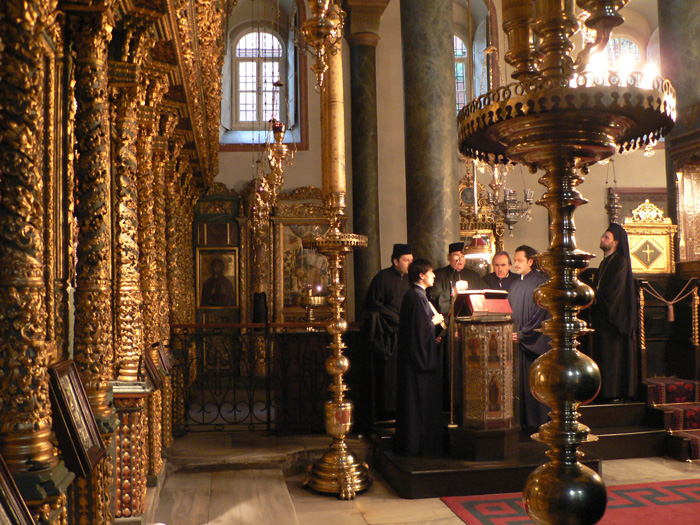
現在のコンスタンディヌーポリ総主教座聖堂である聖ゲオルギオス大聖堂の内観。奉神礼時の光景。詠隊が歌っている。左側に至聖所のイコノスタシスが写っている。

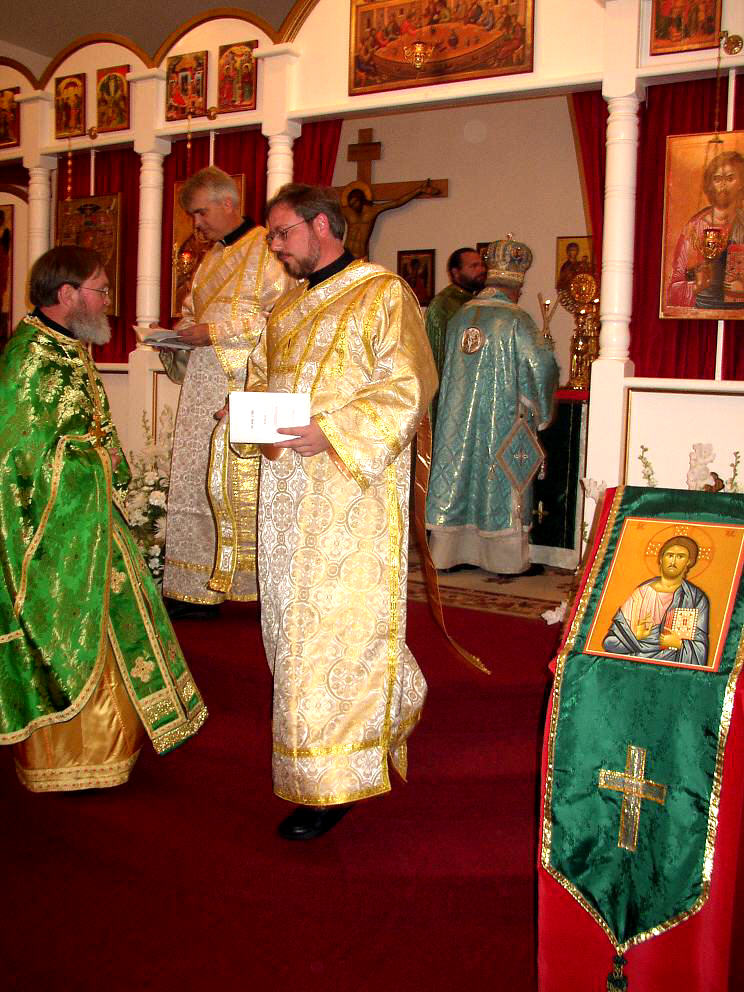
諸神品による奉神礼の光景。イコノスタシスの向こう側の至聖所の宝座手前で水色の祭服を着用し、宝冠を被って奉事に当たっているのが主教。左手前に大きく写っている濃い緑色の祭服を着用した人物と、至聖所の奥に小さく写っている人物が司祭。白地に金色の刺繍を施された祭服を着ている二人が輔祭である。正教会では祭日ごとに祭服の色を統一して用いるのが一般的であり、このように諸神品が別々の色の祭服を用いるケースはそれほど多くは無い。また、祭服をこのように完装するのは写真撮影などの特別な場合を除いて奉神礼の場面に限られている。

奉神礼（ほうしんれい、ギリシャ語: λειτουργία, 露: Богослуже́ние, 英: Liturgy）は、正教会における奉事・祈りの総称。日本ハリストス正教会の訳語。カトリック教会における典礼に相当する。
公祈祷（時と場所を定めて行われる公的な祈祷）と私祈祷（日々の生活の場や私室等において行う祈祷や臨時祈祷等）のいずれも含む。公に行う狭義の奉神礼を指す事を特に示したい場合には「公祈祷」｢公奉神礼」といった用語が用いられる。
聖体礼儀などの機密を含む礼儀の他にも、毎日の奉事である時課、さらに成聖式・各種祈願・モレーベン・パニヒダ・埋葬式などの機会に応じた祈祷などが含まれる。
より広義には、奉神礼には日々の生活までが含まれる。正教会では奉神礼（＝リトゥルギア）の範囲をどこからどこまでというように明確に区分する事を避け、奉神礼を広義の奉神礼としての生活の雛形として捉えるべきである事を教えている。
本記事では祈り・儀礼の総称としての奉神礼について詳述する。

## 奉神礼の概念

### 基本概念
原語であるギリシャ語の"λειτουργία"（リトゥルギア）は「神の民の仕事」を表し、その原義通り、奉神礼は正教徒の公務であるとされる。奉神礼は儀礼・儀式にとどまるものではなく、奉神礼における体験はクリスチャンの生活のあり方を示すものであり、日々の生活の雛形となるものであるとされる。従って、最も広義にとった場合は正教徒の生活全てが奉神礼であると言える。
正教会においては聖伝の一部として位置づけられ重視される。
西方教会の「懺悔」「告悔」に相当する痛悔機密もまた告解礼儀として奉神礼に数えられている事を考慮しても、奉神礼を単に「礼拝」「典礼」と同義に捉えるのはあまり精確ではないが、一応、以下のような相当関係はある。ただし下の表における用語は教派毎に大小の概念の違いを含んでおり、対応する語句同士が一対一対応する訳では無い。
| 祈祷・儀礼用語の教派別対応表        |        |                |        |                |
| 教派                                | 正教会 | カトリック教会 | 聖公会 | プロテスタント |
| 祈祷・儀礼の総称                    | 奉神礼 | 典礼           | 礼拝   | 礼拝           |
| 羅：サクラメント 希：ミスティリオン | 機密   | 秘蹟           | 聖奠   | 礼典           |

### 言葉と祈祷構成に限定されない奉神礼

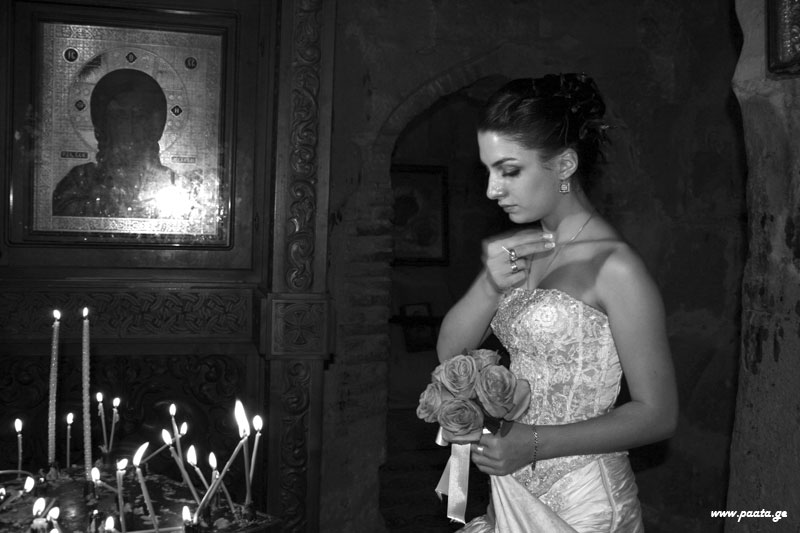
聖堂内で十字を画く花嫁（グルジア正教会）。画像左上にはイイスス・ハリストス（イエス・キリスト）のイコン、画像左下には捧げられた蝋燭がある。点燈も奉神礼の重要な要素。

奉神礼では、聖書の言葉や説教に耳を傾けるといったことのみが行われる訳では無い。蝋燭を聖堂に奉げて燈された蝋燭の光を感じ、打たれる鐘の音を聞き、振り香炉を用いた炉儀による香を嗅ぎ、音楽的要素を盛り込んだ聖歌を聞きかつ歌い、イコンを見、奉事において十字を画き、教衆は至聖所内を祭服を着用して所作に従って動き、十字行などの行列を行い、聖体礼儀においてイイスス・ハリストス（イエス・キリストのギリシャ語読み）の尊体と尊血に聖変化したパンと葡萄酒を領聖するといった、幅広い身体的動作を伴う。正教会に継承された形無き神学・信条は、祈祷文内容のみならず、こうした形ある動作にも具体化されている。
このようにして奉神礼は、意識・無意識、生理的な面と理性・知性を総動員して、イイスス・ハリストスから弟子達に伝えられ教会に保存された生活形態を体験するものとなっている。この事は、イイスス・ハリストスが弟子達に伝授した生活形態が、頭で理解するものだけにとどまらないことを示しているとされる。

### 教理と奉神礼の関係
長司祭ゲオルギイ・フロロフスキイは「ハリストス教（キリスト教のギリシャ語転写）とは聖体礼儀の宗教である。また教会とは第一に奉神礼を行う集りである。奉神礼を第一とし、教えと要理を第二とする。」と述べている。しかしパーヴェル・フロレンスキイは、「真の正教教理学は奉神礼の教理上の考えを系統化したものでなければならない」との見解を示している。このように、正教会において奉神礼と教理とは密接な繋がりがあるものと捉えられている。
また、教理は奉神礼において正教徒の祈りの体験の一部となって実感されるものとなるとされる。聖イグナティイ・ブリャンチャニノフは「定期的に教会に通って、祈りと詠歌に真剣に耳を傾ける正教徒なら"信仰（の分野）に必要なもの"を全て修得できる」と述べている。正教会の祈祷文は教理についての伝統的理解が豊富に含まれるものとなっており、同時に美を放っているとされる。
正教会は10世紀から12世紀にかけてビザンティンで確立した奉神礼をそのまま保全しようと務めており（ただし保全の仕方を巡っては17世紀にロシア正教会で古儀式派が分裂するといったケースもあった）、その事によって正教教理の普遍性と安定性が守られるとされる。新しく列聖された聖人についての祈りが追加される事があっても、それは既存の奉神礼体系の中に組み込まれ、全体の基本的構成には変更は加えられない。

### 用いられる言語
祈祷には一般に教会が所在する現地の言葉を用いる。歴史上、宣教に訪れた先に現地の書き言葉が無い場合には、現地の話し言葉を学んで正書法を作りつつ、聖書と祈祷書とを翻訳してきた。正教会は、それほどまでに現地の言葉での祈祷にこだわっている。ギリシャ正教会やスラヴ語地域の正教会など、宣教以後長い歴史のある教会では、日常会話に用いられる現代語とは若干の距離を生じている場合もある。

## 公祈祷としての奉神礼の特徴と構造の概略

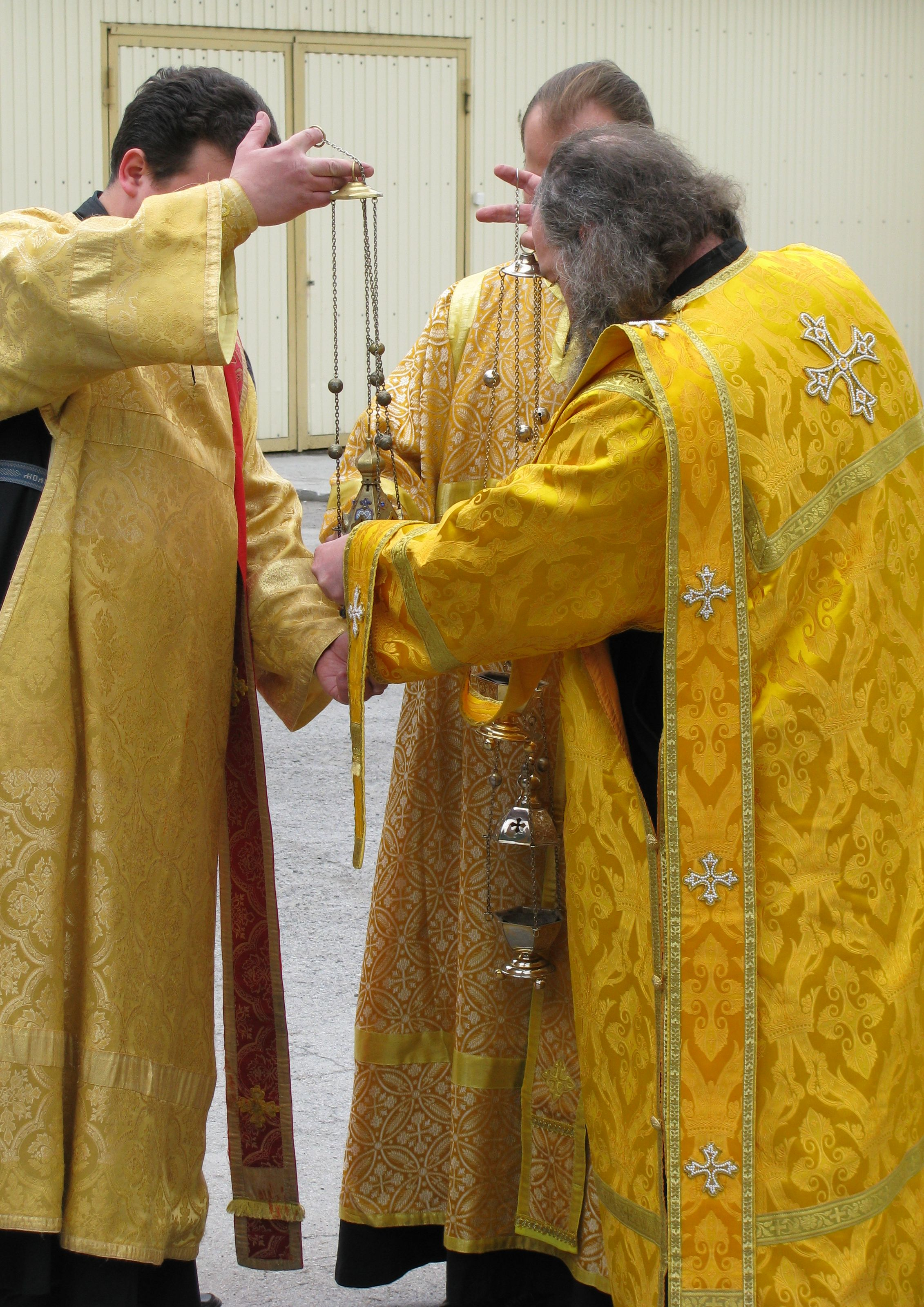
振り香炉を準備する三人の輔祭。ステハリを着用し、オラリと呼ばれる帯を肩から垂らしている。

本項では公祈祷としての奉神礼の種類と構造について述べる。奉神礼の構造は複雑な上に、上述の通り祈祷文のみによって構成されるものではないため、構造を知るには正教会の各教会へ参祷する事は不可欠であるが、頻繁に教会に通う信徒にとっても理解が難しいものである。
以下の記述はあくまで概略であり、膨大な内容を持つ東方奉神礼の特徴の一部に過ぎない。

### ティピコンと省略
公祈祷としての奉神礼の構成については、ティピコン（奉事例）に基本的に従うが、施行時にはその場における司祷者の指示に従う。主幹の構成はどの各国地域の正教会でも同じであるが、参祷者（奉神礼への参加者）の奉神礼への熟達度や聖器物の装備など様々な要因によって部分的に省略を行う場合もある（修道院以外では省略を行わない方がむしろ稀である）。
便宜上誦経されている部分でも、出来うる限り歌う方向を志向しているのは、復活大祭の奉神礼でも明らかである。復活大祭ではほぼ全ての祈祷文が詠隊によって歌われ続ける。

### 連祷
公祈祷・各種礼儀で、神品と詠隊（聖歌隊）とがやりとりする「聯祷」がある。「主憐めよ」や「主賜へよ」で神品の祝文に応え「アミン」で締めくくる。大きく「大聯祷」「小聯祷」「重聯祷」「増聯祷」に区別されるが、奉神礼の部分ごとに前後関係から少しずつ変わった形をしている。

### 時課

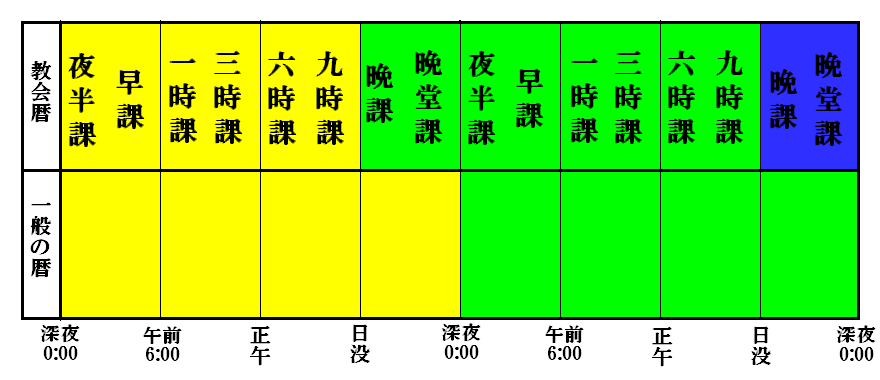
正教会における、晩課・早課も含めた、広義の時課が行われる大まかな時刻の図解。教会暦においては一日は日没に始まり日没に終わる。ただし、このような時刻で全ての時課が行われる事は、大規模な修道院を除き極めて稀である。

一日の定刻に起源のある奉神礼として、時課と呼ばれる昼夜奉事（ちゅうやほうじ）がある。「時課」は広義には昼夜奉事全てを指すが、狭義には日中の時課である第一時課、第三時課、第六時課、第九時課を指す。
- 広義の時課 - 晩課・晩堂課・夜半課・早課・第一時課・第三時課・第六時課・第九時課

正教会では（他教派でも多くが同様の習慣を有するが）日没が教会暦の区切りとなっており、晩課が一日の始まりの時課と認識される。従って、曜日ごとのテーマも晩課から第九時課までで一貫して扱われる事となる。例えばイイスス・ハリストスの復活を記憶する主日（日曜日）の奉神礼では、世俗一般でいう土曜日夜に行われる晩課から翌日の第九時課までの間に、復活をメインテーマに据えた祈祷構成がとられる。
時課経には平日の日の出前から晩の一日の流れに沿って収録されている。なお、「第一時」等の時刻名は古代ローマの時刻の呼び方を踏襲したものである。日の出後：およそ午前6時が第一時、およそ午前9時が第三時、およそ正午12時が第六時、およそ午後3時が第九時と称される。
復活大祭の前の大斎の期間には、初代教会の時代に洗礼に向けての教義教育の期間が充てられていた由来もあって、その他の期間と構造が大きく異なる部分が多く、時課においても旧約聖書の部分が多く誦読される。

#### 晩課

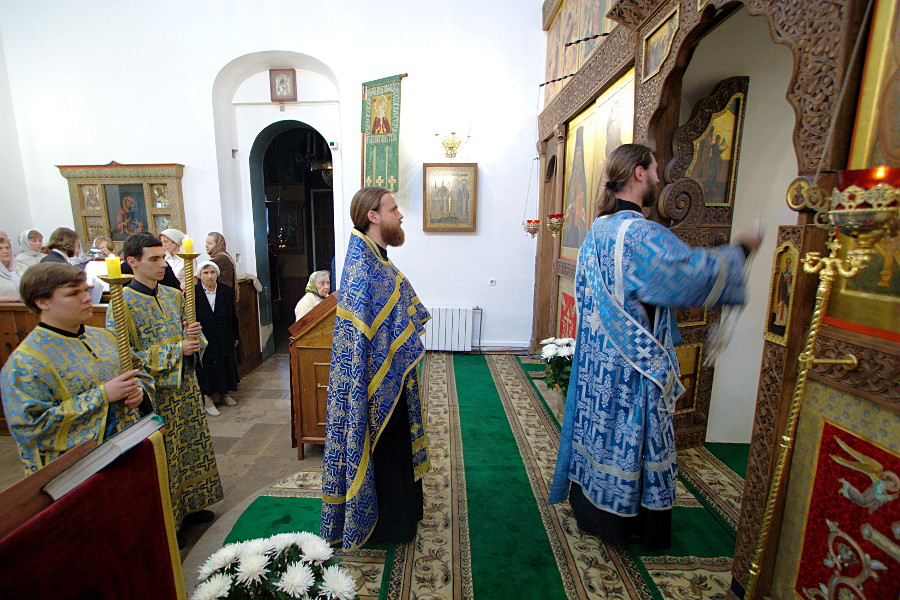
晩課の聖入の場面。イコノスタシスの王門前にて。右に輔祭、中央に司祭、左（司祭後方）に堂役が二人、写っている。（2009年）

- 英語: Vespers 本来、日没後の祈祷であるが、教区では時間をずらして日中に行うことがある。正教会の奉神礼上の一日は日没からはじまるため、晩課はその日の祈祷のはじまりである。そのことはカフィズマ（聖詠の項を参照）の配置サイクルによく現れている。通常の週においては、土曜晩課に週の初めである第1カフィズマが充てられており、土曜早課に第19、20カフィズマが充てられる。

#### 晩堂課
- 英語: Compline

「晩堂大課」と「晩堂小課」がある。八調経を用いる通常の平日にも晩堂課は設けられているが、教区では主に大斎期に行なう。祭日によっては前晩祷が晩堂大課から始める徹夜祷のこともある。その場合は晩堂大課の最後にリティヤが行われる。「晩堂小課」は「晩堂大課」を短縮した形と言えなくもないが、順序の中で信経を誦読する位置が異なるなど、若干の融通がある。
訳語「晩堂課」の「堂」の字は、修道院に於いては晩堂課が食後に行われる事から、「食堂」の意味を以て採用された。

#### 夜半課
- 英語: Nocturne

#### 早課
- 英語: Matins

本来、日の出前後の祈祷であるが、教区の伝統・教会の事情によっては時間をずらして前日の夕刻、あるいは当日の早朝に行うことがある。徹夜祷の場合、晩課から連続して行われる。平日と主日ではその構造は若干異なる。
カトリックの朝課および賛美課に相当する。カトリックでは独立の時課となっている賛美課（羅: laudes）は、正教会では早課の末尾におかれ、その一部となっている。
- 六段の聖詠：聖堂中央で、指定の六つの聖詠を誦読する。
- 「主は神なり」：八調のうち指定の調で歌う。（大斎期には「アリルイヤ」を歌う）
- ネポロチニ（道に玷《きず》なく）あるいは多燭詞《ポリエレイ》：主日、あるいは大きな祭の早課にはポリエレイが歌われる。
- 提綱《ポロキメン》：誦経者と詠隊が掛け合いで歌う。
- 福音誦読：主日では計11箇所の「復活の福音」が指定されており、これを通年順番に朗読していく。
- 規程《カノン》：第一～第九歌頌があり、各々「イルモス」、冠詞、讃詞を含む。第六歌頌の後にその日の小讃詞《コンダク》が誦読（または歌唱）される。
- 主の讃揚歌「凡そ呼吸ある者は主を讃揚げよ」：此の後の讃頌《スティヒラ》は、教区では通常、省略されている。
- 大詠頌：司祭のひとこえの後に、詠隊が歌う。これを行なわない場合には、ほぼ同様の部分を誦読する。
- 萬寿詞

#### 狭義の時課
- 英語: Hours

正教会で「時課」の呼称は、狭義には第一時課、第三時課、第六時課、第九時課を指す。誦経者・詠隊は時課経をベースに様々な祈祷書を組み合わせて用いる。現在、教区ではこれらすべてを通年定時に行うことはまれであるが、大規模な修道院では行われることがある。第三時課、第六時課は聖体礼儀の前に行なわれる。
第一時課、第三時課、第六時課、第九時課の構造は基本的には共通であるが、大斎期には構造が少し変わる。日により記憶する聖人等が異なる。
- 指定の聖詠の誦読（基本的に3つの聖詠）
- その日の発放讃詞《トロパリ》（トロパリオン）
- 聖三祝文～天主経
- その日の小讃詞《コンダク》（コンタキオン）
- 生神女讃詞

#### 徹夜祷
スラヴ系の正教会では主日・大祭には徹夜祷が行われる。晩課、早課、第一時課をひとつなぎにして構成されたものである。
- ロシア語: Всенощное бдение
- 英語: All-night vigil

#### 呼称としての晩祷・前晩祷
「晩祷」「前晩祷」という名前の時課は正教会には存在しない。しかしながら晩の祈りの総称として日本正教会でも用いられる語彙である。上述の通り、晩の祈りには晩課・晩堂課・夜半課・早課の他にも徹夜祷があり、どの祈りが行われているのかを識別出来ない場合や、詳細に特に言及しない場合に便利かつ無難な術語である。

### 機密を含む各種礼儀
正教会での生活において重要な要素である機密は、奉神礼と密接な繋がりをもつ。どの奉神礼：礼儀でどの機密が執行されるかが正教会において定められている。聖体礼儀と聖体機密のように、機密が執行される奉神礼：礼儀（儀礼）と機密それぞれに呼称がある。

#### 機密と礼儀の対照表
| 機密     | 行われる礼儀・場面                                                                   |
| 洗礼機密 | 聖洗礼儀、および聖洗略式（洗礼を受ける者が重篤の場合に緊急に行われるもの：摂行洗礼） |
| 傅膏機密 | 聖洗礼儀                                                                             |
| 聖体機密 | 聖体礼儀。領聖は聖体礼儀中のみならず、病床にある病者が与る事もある。                 |
| 痛悔機密 | 告解礼儀                                                                             |
| 神品機密 | 聖体礼儀                                                                             |
| 婚配機密 | 戴冠礼儀                                                                             |
| 聖傅機密 | 聖傅礼儀                                                                             |

### 諸祈祷

#### パニヒダ
永眠者の為に行う奉神礼。土曜日の早課に準ずる形式である。永眠者の諸罪の赦しと神による永遠の記憶を祈り、永眠者と祈祷者双方に神の憐みを乞う。聖体礼儀を伴うものとそうでないものがある。古来は主日に行わないものであったが、現在は教区により主日にも行うことがある。
伝統的に、永眠後第三日、第九日、第二十日、第四十日に行うが、教区では省略ないし他の永眠者と合同で記憶されることも多い。その後は原則として年一度永眠した日に行うが、これもしばしば他の永眠者と合同で記憶することが行われる。
個々の永眠者のためのものとは別に、一年に数回、全永眠者のためのパニヒダ（全パニヒダ）が正教会暦に定められている。代表的なものに、大斎中の第二土曜日、第三土曜日、第四土曜日に行う「パラスタスのパニヒダ」がある。